# Brooklyn Bridge (film)
Pour plus de détails, voir Fiche technique et Distribution.
Brooklyn Bridge est un film américain réalisé par Ken Burns, sorti en 1981. Il s'agit du premier film du documentariste.

## Synopsis
Ce film documentaire s'intéresse au pont de Brooklyn.

## Fiche technique
- Titre : Brooklyn Bridge
- Réalisation : Ken Burns
- Scénario : Amy Stechler
- Musique : Jesse Carr
- Photographie : Ken Burns
- Montage : Amy Stechler
- Production : Ken Burns, Roger Sherman, Buddy Squires et Amy Stechler
- Société de production : Florentine Films, WNET et WETA
- Pays :  États-Unis
- Genre : Documentaire
- Durée : 58 minutes
- Dates de sortie : 
  -  États-Unis : novembre 1981

## Distribution
- Paul Roebling : Washington Roebling (voix)
- Julie Harris : Emily Roebling (voix)
- David McCullough : Narrateur (voix)

## Distinctions
Le film a été nommé à l'Oscar du meilleur film documentaire.